# Lista do Patrimônio Mundial em Luxemburgo
A Organização das Nações Unidas para a Educação, a Ciência e a Cultura (UNESCO) propôs um plano de proteção aos bens culturais do mundo, através do Comité sobre a Proteção do Património Mundial Cultural e Natural, aprovado em 1972. Esta é uma lista do Patrimônio Mundial existente em Luxemburgo, especificamente classificada pela UNESCO e elaborada de acordo com dez principais critérios cujos pontos são julgados por especialistas na área. Luxemburgo, um dos menores países independentes do mundo moderno, ratificou a convenção em 28 de setembro de 1983, tornando seus locais históricos elegíveis para inclusão na lista.
O sítio Cidade de Luxemburgo: antigos bairros e fortificações foi o primeiro local de Luxemburgo incluído na lista do Patrimônio Mundial da UNESCO por ocasião da 18ª Sessão do Comitè do Património Mundial, realizada em Phuket (Tailândia) em 1994. Desde a mais recente adesão à lista, Luxemburgo totaliza apenas 1 sítio classificado como Patrimônio da Humanidade, sendo este de classificação cultural. 

## Bens culturais e naturais
Luxemburgo conta atualmente com os seguintes lugares declarados como Patrimônio da Humanidade pela UNESCO:
| | Cidade de Luxemburgo: antigos bairros e fortificações |
| Bem cultural inscrito em 1994. |                                                       |
| Localização: Luxemburgo |                                                       |
| Devido à sua posição estratégica, a Cidade de Luxemburgo foi do século XVI até o desmantelamento de seus muros em 1867, uma das fortalezas mais importantes do continente europeu. Reforçada cada vez que a cidade passava de uma para outra das sucessivas potências dominantes na Europa (imperadores do Sacro Império Romano-Germânico, da Casa da Borgonha, dos Habsburgos e dos reis da Espanha, França e Prússia), suas fortificações eram, até sua demolição parcial, um verdadeiro compêndio da evolução da arquitetura militar ao longo de vários séculos. (UNESCO/BPI) |                                                       |

## Lista Indicativa
Em adição aos sítios inscritos na Lista do Patrimônio Mundial, os Estados-membros podem manter uma lista de sítios que pretendam nomear para a Lista de Patrimônio Mundial, sendo somente aceitas as candidaturas de locais que já constarem desta lista. Desde 2020, Luxemburgo não apresenta locais na sua Lista Indicativa.